# Keményfi Béla
Keményfi Béla (Szigetvár, 1929. március 27. – Kaposvár, 2016. március 30.) levente, hadifogoly, emlékiratíró, a Vitézi rend tagja.

## Élete
született Keményfi-Kirner Béla néven. 12 éves volt, amikor leventének besorozták. A kiképzéstől megijedt, megszökött. Elfogták, hadi bíróság elé került, de felmentették. Másodszorra sikerült a szökés Csurgóig jutott. Ott egy alakulathoz csatlakozva kivonult Ausztriába. Judenburgban állomásoztak, a háború végén a tisztek egyszerűen  magára hagyták a tábort. Öt társával együtt gyalog majd biciklivel vágtak neki a Magyarországra vivő útnak. Itt jutott először hadifogságba, angol járőrök vitték be Klagenfurtba egy magyar repülős táborba. Itt egy ezredes csicskása lett. Udinébe majd Bécsbe követte gazdáját, aki örökbe is akarta fogadni. Otthonról azt a hírt kapta, hogy a leventéket nem üldözik erre hazatért Magyarországra. Tizenkét nap múlva letartóztatták az oroszok, diverzió vádjával. Mindenáron ki akarták szedni belőle a leventeoktatói nevét, de mivel csak nyolc napig volt velük nem tudta. Négy társával szökést kíséreltek meg. Ekkor kapta azt a gerinclövést, ami örökre lebénította. Először néhány magyar talált rá és kórházba vitték. Műteni akarták, de ekkor rátaláltak az oroszok. 1946-ban kivitték az országból.

## A Gulagon
1946. június 17-én Zaporozsjében az 58. § 9. pontja alapján 10 év javító-nevelő munkára ítélték. A munkatáborban három évig felülni se tudott dolgozni pedig egyáltalán nem. Ennek ellenére végigjárta dnyepropetrovszki, harkovi, gorkiji kirovi rabtovábbító lágereket végül Usztrimlagban Vorkuta közelében töltötte büntetését 1949. november 6-tól 1953. január 18-ig. A fogva tartók abban bíztak magától is elpusztul, fogolytársai pedig közül pedig a köztörvényesek vedték védelmükbe, köszönhetően a szökéseinek. Usztrimlag már rokkantláger volt, kifejezetten sérültek számára. Márciusig még a környező lágerekben is raboskodott Szverdlovszkban és Tajsetben. Itt vagy Novoszibirszkiben hallotta, hogy meghalt Sztálin. Május végén már útban volt vonaton Lvovon át november 20-án átlépte a magyar határt. Összesen 8 év 7 hónapot ült le. A hivatalos orosz magyarázat szerint a magyar állam korábban nem akarta őket visszafogadni.

## A fogság után
Kezdetben a budapesti postán helyezkedett el. Befejezte a gimnáziumot, majd felvették az ELTE-re. Ekkor valaki feljelentette, hogy nem is hadifogoly volt. Írt a szovjet legfőbb ügyésznek 1961. február 10-én bűncselekmény híján rehabilitációját, márciusban igazolást is kapott róla. Ekkor visszaköltözött Kaposvárra. Később ügyvéd lett. Az 1980-as években a Mozgássérültek Somogy megyei egyesületének elnöke. 1990-ben dokumentumfilmet forgatott róla Sára Sándor "Te még élsz?" címmel. 2008-tól a Doni Bajtársi Szövetség alapító tagja volt. Emlékiratait Magyar Leventék a sarkkörön túl címmel írta meg.

## Díjai, elismerései
- vitézzé avatták, 2003[15]
- Szabadságért Kaposvárért Érdemrend, 2013